# (7663) 1994 RX1
(7663) 1994 RX1 es un asteroide perteneciente al cinturón de asteroides, descubierto el 2 de septiembre de 1994 por Eleanor F. Helin desde el Observatorio del Monte Palomar, Estados Unidos.

## Designación y nombre
Designado provisionalmente como 1994 RX1.

## Características orbitales
1994 RX1 está situado a una distancia media del Sol de 2,375 ua, pudiendo alejarse hasta 2,910 ua y acercarse hasta 1,840 ua. Su excentricidad es 0,225 y la inclinación orbital 22,258 grados. Emplea 1336,60 días en completar una órbita alrededor del Sol.
Pertenece a la familia de asteroides de (25) Phocaea.

## Características físicas
La magnitud absoluta de 1994 RX1 es 13,74. 